# Мінь Ле

Мінь Ле (в'єт. Lê Minh; нар. 27 червня 1977, В'єтнам) — канадський програміст відеоігор в'єтнамського походження, який разом з Джессом Кліффом 1999 року створив мод «Half-Life», знаний як «Counter-Strike», яка згодом стала окремою грою. Влаштувався у Valve і 8 років працював у Кореї над багатокористувацьким шутером від першої особи «Tactical Intervention». Приєднався до роботи над шутером від першої особи на виживання «Rust». В іграх для невеликих команд виконував роботу програміста, моделіста та геймдизайнера.
Його прізвисько Gooseman походить від Шейна Гусмана, одного з головних героїв мультсеріалу 1980-х років «The Adventures of the Galaxy Rangers».

## Біографія
Народився у В'єтнамі. 1979 року з батьками імігрували на човні до Канади як біженці.
У 1996—2001 роках навчався в Університеті Саймона Фрейзера, де здобув ступінь бакалавра прикладних наук з обчислювальної техніки. Навчальна програма та факультативи «зосереджувались переважно на комп'ютерній графіці, що охоплювали такі теми, як алгоритми стиснення, методи 3D-анімації, розпізнавання зображень».
У студентські роки у вільний час займався розробкою модифікацій для комп'ютерних ігор. 1996 року працював над інструментарієм рушія «Quake» від id Software і приблизно за рік завершив мод для «Quake» «Navy SEALs», де заклав ідеї для модифікації, а пізніше повноцінної гри «Counter-Strike». 1998 року, під час роботи над модом «Action Quake 2» познайомився з Джессом Кліффом. У той період у нього виникла ідея гри «Counter-Strike».
Навчаючись на четвертому курсі в Університеті Саймона Фрейзера почав працювати над «Counter-Strike» як модифікація для «Half-Life». Витрачав близько 20 годин на тиждень на створення мода, докладаючи більше зусиль, ніж на університетські завдання. 19 червня 1999 року вийшла перша бета-версія. Популярність гри стрімко зросла і незабаром вийшло ще кілька бета-релізів.
До четвертої бета-версії розробник «Half-Life» Valve почав допомагати у розробці «Counter-Strike». 2000 року компанія придбала права на «Counter-Strike» і найняла Ле та Кліффа для роботи з ними в Белв'ю, штат Вашингтон, де Ле продовжував працювати над «Counter-Strike» і пов'язаними іграми. Тоді він розробляв «Counter-Strike 2», проте Valve зрештою призупинила цей проєкт на невизначений термін.
2006 року Ле покинув Valve і почав працювати над власним проєктом. Після двох років роботи з невеликою командою над цим проєктом, 2008 року переїхав до Південної Кореї і приєднався до FIX Korea, яка надала йому фінансуванн. Нова гра Ле «Tactical Intervention», була схожа за стилем на «Counter-Strike» і створена за допомогою модифікованої версії рушія Source від Valve.
У жовтні 2013 року приєднався до Facepunch Studios, де працював над відеогрою «Rust». У лютому 2018 року покинув Facepunch Studios.
У березні 2018 року перейшов до Pearl Abyss, щоб працювати у новому проєкті ігрової студії, яка створила «Black Desert».

## Визнання
2003 року в редакційній статті «GameSpy» Ле назвали причиною популярності «Half-Life» навіть через п'ять років після його виходу. IGN поставив Джесса Кліффа та Мінь Ле на 14 сходинку списку «100 найкращих творців ігор усіх часів».

## Доробок
| Рік  | Назва                 | Роль        |
| ---- | --------------------- | ----------- |
| 2000 | Counter-Strike        | Дизайнер    |
| 2013 | Tactical Intervention | Дизайнер    |
| 2013 | Rust                  | 3D-художник |